# ويليام ويرت
ويليام ويرت (بالإنجليزية: William Albert Wirt)‏ هو مربي أمريكي، ولد في 1874 في ماركل في الولايات المتحدة، وتوفي في 1938.

## وصلات خارجية
- ويليام ويرت على موقع الموسوعة البريطانية (الإنجليزية)